# Teonas
Teonas – imię męskie pochodzenia greckiego Θεωνάς, Theónas, oznaczające "boski" lub, według innych źródeł, dotyczącego osoby wywodzącej się z Teos, miasta w Jonii. 
Żeńskim odpowiednikiem jest Teona.
Odpowiedniki w innych językach
- angielski - Theon
- francuski - Théona
- łacina - Theonas
- niemiecki - Theonas
- rosyjski - Феона, (pol.) Fieona
- włoski - Teona

Teonas imieniny obchodzi:
- 3 stycznia, jako wspomnienie św. Teonasa, który przyjął po nawróceniu imię Synezjusz, wspominanego razem ze św. Teopemptem;
- 22 sierpnia, jako wspomnienie św. Teonasa, wspominanego w grupie ze świętymi: Agatonikiem, Zotykiem, Zenonem, Sewerianem i innymi świętymi;
- 28 grudnia, jako wspomnienie św. Teonasa, biskupa Aleksandrii.

Zobacz też
- Teon z Aleksandrii - matematyk i astronom